# Bréry
Bréry is een plaats en voormalige gemeente in het Franse departement Jura in de regio Bourgogne-Franche-Comté en telt 227 inwoners (2005). De plaats maakt deel uit van het arrondissement Lons-le-Saunier.

## Geschiedenis
De gemeente werd op 22 maart 2015 opgenomen in het kanton Bletterans toen het kanton Sellières, waar Bréry onder viel, werd opgeheven. Op 1 januari 2019 ging de gemeente op in Domblans. Hierbij werd Bréry opgenomen in het kanton Poligny. 

## Geografie
De oppervlakte van Bréry bedraagt 4,8 km², de bevolkingsdichtheid is 47,3 inwoners per km².
De onderstaande kaart toont de ligging van Bréry met de belangrijkste infrastructuur en aangrenzende gemeenten.

## Demografie
Onderstaande figuur toont het verloop van het inwonertal.